# USCGC Bertholf (WMSL-750)
USCGC Bertholf (WMSL-750) — головний куттер типу «Ледженд» берегової охорони США. Названий на честь Еллсуорта П. Бертольфа , четвертого коменданта Берегової охорони США. Призначений для забезпечення національної безпеки, охорони територіальних вод, захисту рибальських промислів і навколишнього середовища, проведення пошуково-рятувальних операцій, надання допомоги потерпілим. 

## Історія будівництва

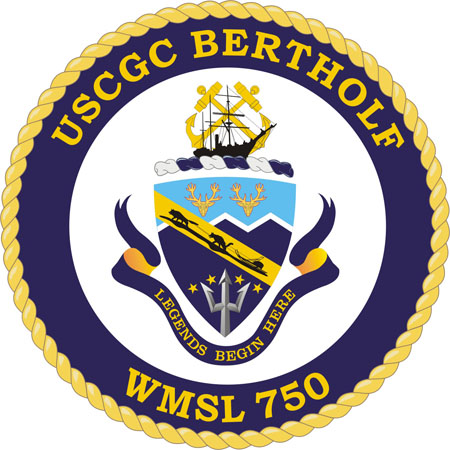
Емблема корабля

Контракт на будівництво був підписаний в 2001 році. Вартість контракту склала 641 млн доларів США. 29 березня 2005 на верфі Northrop Grumman Corporation (NOC) в Паскагула, штат Міссісіпі, відбулася церемонія закладки кіля. 25 січня 2006 року було встановлено останній блок катера. 29 вересня 2006 року спущений на воду. 11 листопада 2006 року відбулася церемонія хрещення. Хрещеною матір'ю катера стала Меріл Чертофф, дружина Майкл Чертоффа, секретаря Міністерства внутрішньої безпеки. 4 грудня 2007 вийшов на ходові випробування в Мексиканську затоку.
11 лютого 2008 роки повернувся після других випробувань в Мексиканській затоці, які тривали 4 дні. 8 травня 2008 року Берегова охорона США прийняла доставку куттера. 4 серпня 2008 року введено в експлуатацію. Це сталося в день народження Берегової охорони США. Портом приписки є Аламіда, штат Каліфорнія.

## Служба
11 лютого 2008 року був першим, хто вистрілив з 57-мм гармати Bofors на борту американського судна
3 березня 2016 року куттер  виявив біля тихоокеанського узбережжя Панами напівпідводний наркочовен. Човен здався абордажною групі, запущеної з Бертольфа, і чотири підозрюваних були схоплені разом з 6 тоннами кокаїну.
15 квітня 2019 року корабель відвідав Гонконг і став першим судном берегової охорони, які зробили це за сімнадцять років.